# Гарь (приток Орловки)
Гарь — река в Амурской области России, правый приток Орловки.
Длина — 208 км, площадь водосборного бассейна — 3870 км². Образуется слиянием рек Первая и Третья Гарь. Протекает по таёжной заболоченной территории с множеством озёр. Течение медленное, русло извилистое. Гидрологический пост с 1944 года. Высота устья — 214 м над уровнем моря. Высота истока — 295 м над уровнем моря.
Село Октябрьский Зейского района — единственный населённый пункт в бассейне реки.

## Этимология
Название славянского происхождения, появилось в результате многочисленных лесных пожаров, происходящих в этом районе. Гарь — горелый лес, участок выгоревшего леса.

## Притоки
(км от устья)
- 50 км: река Имчикан (пр)
- 60 км: река Квинтикан (пр)
- 106 км: река Большой Джелтулак (лв)
- 208 км: река Первая Гарь (пр)
- 208 км: река Третья Гарь (лв)

## Данные водного реестра
По данным государственного водного реестра России относится к Амурскому бассейновому округу, речной бассейн реки — Амур, речной подбассейн реки — Зея, водохозяйственный участок реки — Селемджа.
Код объекта в государственном водном реестре — 20030400312118100038935.